# Aleurotrachelus socialis
Aleurotrachelus socialis là một loài côn trùng cánh nửa trong họ Aleyrodidae, phân họ Aleyrodinae.
Aleurotrachelus socialis được Bondar miêu tả khoa học đầu tiên năm 1923.